# Guide bleu
 (août 2017).

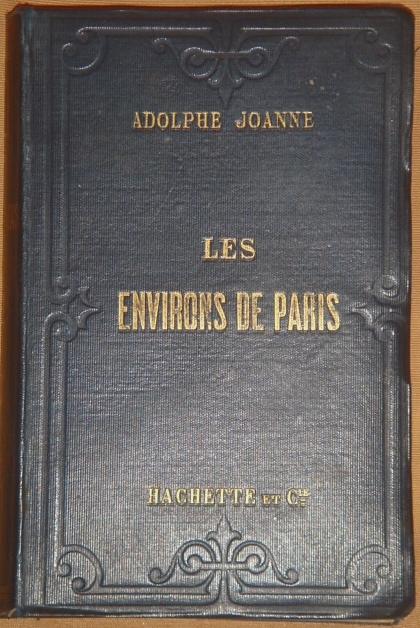
Guide bleu Adolphe Joanne, librairie Hachette et Cie. Couverture des premières éditions.

Le Guide bleu constitue une collection de guides touristiques créée en 1919 et éditée par Hachette Livre. C'est la plus ancienne collection de guides touristiques français.

## Histoire

### Les débuts

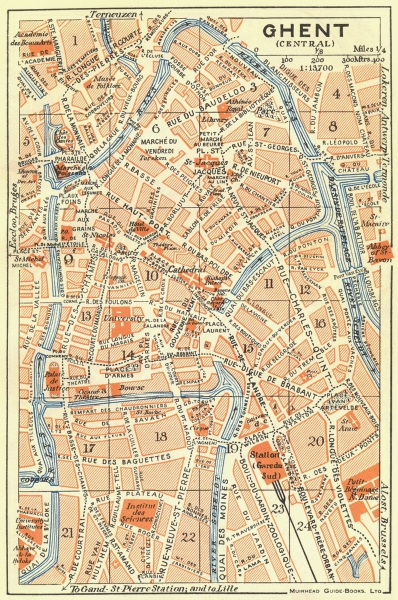
Plan de Gand, Guide bleu 1929.

Ils succèdent aux Guides de voyage Joanne publiés entre 1841 et 1919 à l’initiative d’Adolphe Joanne, avocat et journaliste dijonnais qui entreprend de rédiger l’Itinéraire descriptif et historique de la Suisse (1841). Ces guides ouvrent la voie des guides encyclopédiques et littéraires à la française. Initialement édités chez Paulin et Louis Maison, les ouvrages de Joanne entrent dans le fonds de la maison Hachette lors du rachat par Adolphe Joanne, en 1855, du catalogue de Louis Maison.
Devenus en 1919 la collection des Guides bleus, publiés sous la direction de Marcel Monmarché, successeur de Paul Joanne, ils sont la référence française en matière de guides culturels. Dans les années 1920, les Guides bleus se mettent à l’heure de l’automobile : ils indiquent désormais les meilleurs circuits routiers, les adresses des principaux garages, les services d’autocars... En 1938 est publié un Guide bleu France automobile. Une autre tendance est amorcée au sein de la collection : les auteurs insistent plus sur l’art et l’architecture et privilégient une approche quantifiée de la réalité, au détriment des élans littéraires de l’ère Joanne. La collaboration des universitaires, qui rédigent de longs aperçus, devient systématique, les Guides bleus restant néanmoins des ouvrages de terrain.
À la veille de la Seconde Guerre mondiale (1939), en dehors des 18 guides régionaux France, le catalogue comptait des ouvrages couvrant pour l'essentiel l'Europe : Angleterre, Italie, Suisse, Espagne, Portugal, Grèce, Europe centrale, Roumanie-Bulgarie-Turquie, Pologne (dernier guide paru avant la guerre en 1939). Hors d'Europe les Guides ne couvraient que le Maroc, première édition en 1919, des territoires pour partie sous mandat français (Palestine-Syrie), un guide de croisières en Méditerranée orientale-Égypte (1930). Ainsi l'Allemagne n'est plus couverte que pour les « Bords du Rhin » et la Bavière. Parallèlement à la « grande collection » furent publiés de nombreux Guides bleus illustrés sous le même format, monographies de villes ou de régions. 
Parallèlement Hachette édite entre les deux guerres la collection des Guides Madrolle, qui couvrent l'Extrême-Orient (Indochine, Chine...) et sont placés sous la responsabilité éditoriale de leur initiateur Claudius Madrolle. 
Après la Seconde Guerre mondiale, Francis Ambrière, prix Goncourt en 1946, prend la tête des Guides bleus en s'attachant en priorité à refondre et republier les 18 guides régionaux France. L'Europe sera traitée, en 1955, avec le Guide bleu Pays nordiques (domaine non couvert avant guerre) puis l'Allemagne en 1959, bien entendu la seule RFA et Berlin-Ouest. Après la belle préface de Francis Ambrière, le président de la RFA Theodor Heuss introduit le guide par un texte où il exprime sa gratitude, préludant, d'une certaine façon, à la réconciliation franco-allemande. Aux Guides bleus proprement dits s'ajoutent deux collections « Les albums des Guides bleus » et la « Bibliothèque des Guides bleus », où furent publiés des guides tels que le Guide gourmand de la France, le Guide littéraire de la France, le Guide historique des rues de Paris, etc.
En 1953, l'université demande aux candidats à l'agrégation de géographie de consulter le volume des Guides bleus sur la Grèce, ce qui est perçu comme une reconnaissance.
À partir du milieu des années 1960, les Guides bleus se donnent, à l'instar des Guides Nagel, une vocation planétaire : en 1967 le Guide bleu Canada est le premier titre de la collection consacré à un pays du continent américain.
De nombreux écrivains, voyageurs et géographes ont apporté leur concours à l’élaboration des Guides bleus. On citera les articles universitaires de Théodore Monod et de Pierre Grimal, ou encore les préfaces de J. M. G. Le Clézio (Mexique), Bernard Clavel (Canada) ou Jacqueline de Romilly (Grèce). Le Guide bleu s'appuie dans toutes ses préfaces (histoire, art, économie) sur des références universitaires.

### 1973-1991
Face au développement de l'aviation et au succès du Guide du routard, une importante transformation a eu lieu à partir de 1973 avec une nouvelle couverture de Roman Cieslewicz, un format plus grand, une présentation plus aérée, des conseils et des adresses pratiques, une description archéologique et historique plus concise et plus neutre, un référencement des monuments et des sites avec des étoiles. Les auteurs, tout en conservant un point de vue scientifique, se débarrassent de la trilogie classique « monuments-sites-musées » pour mieux insister sur l’aspect humain et sur l’atmosphère des régions et des pays. Le Guide bleu s'ouvre aux géographes, écrivains et sociologues.
Le catalogue s'étoffe à des destinations nouvelles : RDA (1973) ; Iran, Afghanistan (1974) ; URSS (1974) ; Japon, Inde, etc.
Menée parallèlement à la réforme des Guides bleus, une politique de diversification conduit l'éditeur à lancer une dizaine de collections adaptées à des publics variés tels que les Guides Visa (gamme ratée au départ, car les infos utiles sont oubliées pour beaucoup de sites), Guides en jeans et surtout Guide du routard. Le Guide bleu reste le guide culturel de haut niveau.

### En 1991
Adoption d'une nouvelle couverture souple, utilisation du papier bible, mais les Guides bleus persistent à transporter leurs lecteurs par la magie du verbe. Ces nouvelles éditions qui se voulaient plus « grand public » déçoivent beaucoup car la mine d'info qui existait auparavant laisse la place à un contenu épuré, et les ventes baissent, les lecteurs habituels passant à la concurrence et parfois même aux guides en anglais, plus complets et simples à comprendre.

### En 2000
Une nouvelle refonte a eu lieu dans les années 2000 pour reconquérir la clientèle d'origine, qui veut une info la plus complète possible : ajout de photographies en couleur, maquette plus aérée, nouvelle cartographie, mise en valeur des informations pratiques, introduction de « Bonnes adresses » au fil des promenades…

## Structure
Les Guides bleus comprennent maintenant six parties : 
1. Découvrir, avec une présentation thématique des objectifs touristiques et des propositions de circuits ;
2. Partir, avec les informations et conseils pratiques utiles avant le départ ;
3. Séjourner, avec les règles et les conseils de vie sur place ;
4. Comprendre, avec des introductions sur la société, les modes de vie, l'histoire, l'art et l'architecture signés par des spécialistes ;
5. Visiter, avec des circuits de visite et des itinéraires de découverte détaillés, ponctués de nombreux encadrés, conseils et anecdotes ;
6. En savoir plus, comprenant un glossaire, un lexique, une bibliographie et un index.

## Destinations
La collection propose aujourd'hui une cinquantaine de destinations Monde et France, et a réussi sa reconversion, redevenant un des leaders. 
Liste des Guides bleus France :
Alsace, Lorraine ; Bordeaux ; Bordelais, Landes ; Bretagne Nord ; Bretagne Sud ; Champagne-Ardenne ; Château de Fontainebleau ; Châteaux de la Loire ; Corse ; Côte d’Azur ; Dauphiné; Franche-Comté ; Languedoc ; Le Louvre ; Limousin ; Marseille ; Le Mont-Saint-Michel ; Le musée d'Orsay ; Nord-Pas-de-Calais ; Normandie ; Paris ; Pays basque (France et Espagne) ; Pays de la Loire ; Périgord, Quercy ; Picardie ; Poitou-Charentes ; Provence ; Rhône-Alpes.
Liste des Guides bleus Monde :
Amsterdam ; Andalousie ; Angkor ; Belgique : les villes d’art ; Bruges, Anvers ; Bruxelles ; Chine : de Pékin à Hong Kong ; Égypte ; Espagne Nord et Centre ; États-Unis : côte est et sud ; États-Unis : Ouest américain ; Grèce continentale ; Inde du Sud ; Inde Rajasthan, Gujurat  et les capitales mogholes ; Italie du Sud ; Japon ; Jordanie ; Lacs italiens, Milan, Parme et Vérone ; Londres ; Madrid ; Maroc ; Mexique ; New York ; Norvège ; Pompéi et Herculanum ; Portugal ; Rome ; Sicile ; Syrie ; Toscane ; Tunisie ; Turquie ; Le Vatican ; Venise, avec Padoue, Vérone et Vicence.
Liste des carnets de visite :
Angkor ; Le château de Fontainebleau ; Le Louvre ; Le Mont-Saint-Michel ; Le musée d'Orsay ; Pompéi et Herculanum ; Le Vatican.

## Fonds
La bibliothèque du tourisme et des voyages Germaine-Tillion à Paris, qui a acquis la bibliothèque du Touring club de France, possède un important fonds de Guides bleus.